# Pierre Robins sekvens
Pierre Robins sekvens (PRS), ibland felaktigt benämnt syndrom, är en missbildning av ansiktets skelett- och muskeluppbyggnad som inte har enbart en enda genetisk orsak. PRS är uppkallat efter den franske läkaren Pierre Robin som rapporterade tillståndet 1923 men var känt betydligt tidigare.
Ett exempel är sekvensen där underkäken är orsak till resten av problemen:
- Mikrognati – underutvecklad haka/käke.
- Glossoptosis – tungan faller tillbaka.
- Andningssvårigheter samt ätsvårigheter.

## Uppkomst

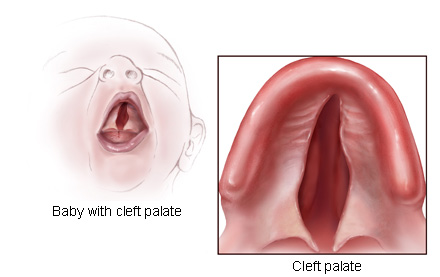
Gomspalt

Det normala förloppet är att tungan i ett tidigt stadium befinner sig högt upp i munhålan/näsan, då gommen ännu ej har bildats. I ett senare skede lägger sig tungan på plats i nedre delen av munnen och gommen kan bildas. En teori varför PRS uppstår är att fostret har haft huvudet tryckt mot bröstkorgen och underkäken har då ej kunnat utvecklats ordentligt. Detta gör att tungan ligger kvar och hindrar gommen från att bildas. I och med detta uppstår en gomspalt, som ofta är vid och U-formad.

## Första åren
De största problemen den första tiden är andningsproblem och ätsvårigheter. Andningsproblemen uppstår när tungan faller bakåt och barnet ej får luft, beroende på att tungroten sitter längre bak än vanligt. Detta försvinner med tiden i takt med att käken växer till sig. 

Habermanflaska. 1-2 kammare, 3 backventil, 4 ring, 5 vanlig nappflaska

Många gånger har barnet svårt att få i sig modersmjölken på grund av sugsvårigheter och måste därför sondmatas eller matas med en särskild nappflaska kallad Habermanflaska, som har en extra kammare i nappen som gör att den som matar barnet kan trycka in mjölk/välling i munnen. En specialisttandläkare kan även tillverka en gomplatta för att underlätta matsituationen. Den liknar en tandprotes utan tänder.
När barnet är 6-12 månader gör man en första operation för att sluta spalten. Den följs senare av en eller en serie operationer under de kommande åren.

## Senare
Den tillbakadragna käken har efter några år vuxit ikapp och ser i stort sett normal ut. I många fall kan det vara aktuellt att träffa logoped för att få råd kring hur man kan stötta tal- och språkutvecklingen. Under hela uppväxten genomförs så kallade gomkonferenser med samtliga inblandade professioner. Barnet träffar ibland även ögon- och ÖNH-läkare för att utesluta andra sjukdomar, till exempel Sticklers syndrom.

## Prognos
När väl de första åren är passerade, är prognosen i de flesta fall god. Utvecklingen sker med normalt tal och utseende.